# (343) Ostara
(343) Ostara ist ein Asteroid des inneren Hauptgürtels, der am 15. November 1892 vom deutschen Astronomen Max Wolf an seiner Privatsternwarte in Heidelberg entdeckt wurde.
Der Asteroid ist benannt nach Ostara, der frühnordischen Frühlingsgöttin. Der Hase begleitete Ostara, die somit lange als Usprung des Begriffs Ostern galt.

## Wissenschaftliche Auswertung
Aus Ergebnissen der IRAS Minor Planet Survey (IMPS) wurden 1992 Angaben zu Durchmesser und Albedo für zahlreiche Asteroiden abgeleitet, darunter auch (343) Ostara, für die damals Werte von 19,1 km bzw. 0,12 erhalten wurden. Mit dem Satelliten Midcourse Space Experiment (MSX) wurden 1996 bis 1997 im Rahmen der Infrared Minor Planet Survey (MIMPS) Daten gewonnen, aus denen für den Asteroiden Werte für den mittleren Durchmesser und die Albedo von 21,7 km bzw. 0,09 bestimmt wurden. Eine Auswertung von Beobachtungen durch das Projekt NEOWISE im nahen Infrarot führte 2011 zu vorläufigen Werten für den Durchmesser und die Albedo im sichtbaren Bereich von 18,4 oder 20,8 km bzw. 0,11 oder 0,08. Nach neuen Messungen mit NEOWISE wurden die Werte 2014 auf 18,2 oder 20,2 km bzw. 0,11 oder 0,09 korrigiert. Nach der Reaktivierung von NEOWISE im Jahr 2013 und Registrierung neuer Daten wurden die Werte 2015 zunächst mit 17,7 km bzw. 0,11 angegeben und dann 2016 korrigiert zu 18,4 oder 20,8 km bzw. 0,09 oder 0,07, diese Angaben beinhalten aber alle hohe Unsicherheiten.
Photometrische Messungen des Asteroiden fanden erstmals statt am 27. und 29. März 1984 am McDonald-Observatorium in Texas. Aus den aufgezeichneten Lichtkurven von nur zwei Nächten wurde auf eine Rotationsperiode von 6,42 h geschlossen. Am 4. Oktober 2008 gab es eine Beobachtung von (343) Ostara am Hobbs Observatory in Wisconsin und am 2. und 4. Dezember 2008 konnten am Shadowbox Observatory in Indiana nur während zwei Nächten Daten aufgezeichnet werden. In beiden Fällen war keine Auswertung zu einer eindeutigen Rotationsperiode möglich, aber es wurde jeweils eine deutlich längere Periode vermutet als zuvor angenommen.
Neue Beobachtungen vom 14. Oktober bis 9. November 2008 während neun Nächten an der Goat Mountain Astronomical Research Station (GMARS) und am Santana Observatory in Kalifornien führten dann auch zu einem gänzlich verschiedenen Ergebnis. Es zeigte sich, dass (343) Ostara ein sehr langsamer Rotator ist und ihre Rotationsperiode konnte zu 109,87 h bestimmt werden.
Die Auswertung von 13 vorliegenden Lichtkurven und weiteren Daten der Lowell Photometric Database führte dann in einer Untersuchung von 2016 erstmals zur Erstellung eines dreidimensionalen Gestaltmodells des Asteroiden für zwei alternative Positionen der Rotationsachse mit prograder Rotation und einer Periode von 110,028 h.
Im Jahr 2021 wurde aus archivierten Daten und photometrischen Messungen von Gaia DR2 erneut eine Rotationsachse mit prograder Rotation berechnet. Die Rotationsperiode wurde dabei zu 110,027 h bestimmt. Aus archivierten Daten des Asteroid Terrestrial-impact Last Alert System (ATLAS) aus dem Zeitraum 2015 bis 2018 konnte in einer Untersuchung von 2022 mit der Methode der konvexen Inversion eine Rotationsperiode von 110,04 h bestimmt werden.

## Trivia
Der Name des Asteroiden wurde 1944 verwendet für die Taufe des US-amerikanischen Angriffsfrachtschiffs (Attack Cargo Ship) der Artemis-Klasse USS Ostara (AKA-33).